# Паннекук, Антон
Анто́н (Антони) Па́ннекук (нидерл. Anton Pannekoek, псевдоним К. Хорнер; 2 января 1873, Вассен — 28 апреля 1960, Вагенинген) — нидерландский астроном и теоретик марксизма, в частности коммунизма рабочих советов.

## Биография
Паннекук изучал астрономию и математику в Лейдене с 1891 года. Даже до поступления в колледж он интересовался астрономией и изучал изменчивость Полярной звезды. Он опубликовал свою первую работу, «О необходимости дальнейших исследований Млечного пути», будучи студентом. Несколько лет спустя, он закончил учёбу и начал работу в Лейденской обсерватории.
После прочтения «Равенства» Эдварда Беллами, Паннекук стал убеждённым социалистом и начал изучать теории Карла Маркса. Вскоре Паннекук становится хорошо известным марксистским автором, пишущим для голландских и немецких журналов. Неудовлетворённость работой в обсерватории привела его в Берлин, где он работал[когда?] преподавателем в школе, основанной Социал-демократической партией Германии.
Он был на каникулах в Нидерландах, когда началась Первая мировая война. Не имея возможности вернуться в Германию, Паннекук начал работать преподавателем химии. Городской совет Амстердама утвердил его в должности профессора Амстердамского университета по совместительству в 1925 г. и на полную ставку — в 1932 г.

## Астрономия
Паннекук заложил основы изучения распределения звёзд в Млечном Пути и определения структуры нашей галактики. Позднее он заинтересовался природой и развитием звёзд. Поэтому в Нидерландах Паннекук считается основателем космофизики как отдельной дисциплины.
В 1920 году он разработал метод определения расстояний до тёмных туманностей по подсчётам звёзд. С 1921 года занимался изучением яркости Млечного Пути. Также Паннекук одним из первых исследовал ионизацию в звёздных атмосферах (1922, 1926) и теоретические интенсивности спектральных линий (1931, 1935).
Помимо теоретической работы, он также участвовал в нескольких экспедициях с целью наблюдения солнечных затмений и изучения спектров звёзд.
В 1926 он предпринял экспедицию на остров Ява для составления карты созвездий Южного полушария.
Он также занимался историей астрономии, его книга по истории астрономии опубликована на нидерландском и английском языках. Осуществлён перевод на русский язык.
Его работы по изучению структуры Галактики, космофизике и истории астрономии принесли ему международное признание, Паннекук был удостоен почётной степени Гарвардского университета в 1936 году, а также золотой медали Британского Королевского астрономического общества в 1951 году.
В честь Паннекука назван кратер на Луне и астероид 2378 Паннекук.
Именем Паннекука назван Астрономический институт Амстердамского университета.

## Марксизм

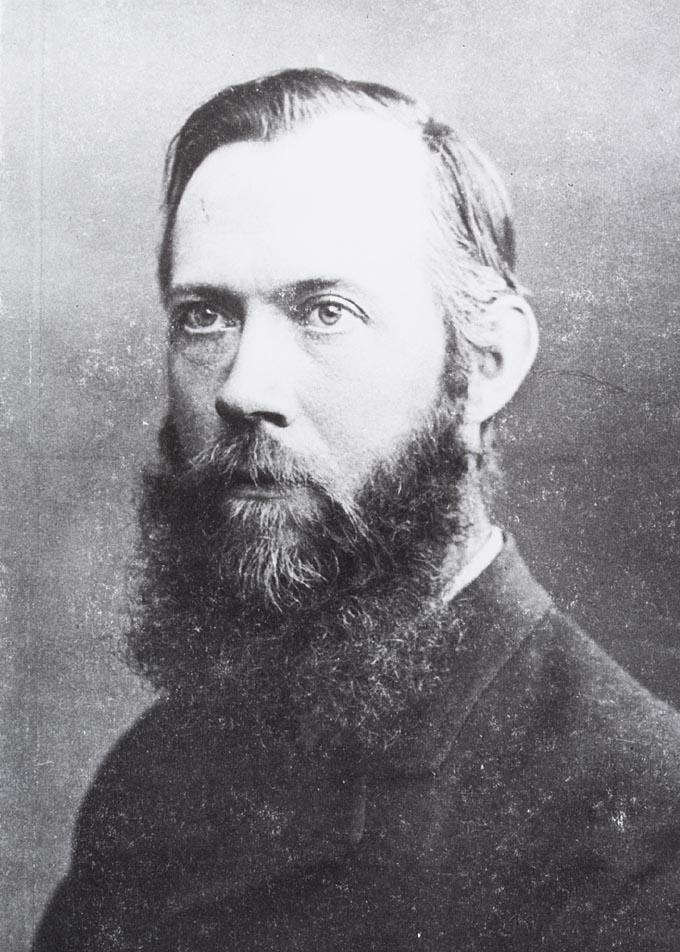
Антон Паннекук в 1908 году

В 1901 году Антон Паннекук вступил в Социал-демократическую рабочую партию Нидерландов (СДРПН). В 1907 году он участвовал в основании левосоциалистической газеты «Трибуна». В 1909 году «трибунисты», в том числе и Паннекук, были исключены из СДПРН за выступления против руководства партии. Паннекук выступил одним из основателей Социал-демократической партии Нидерландов (СДПН), предшественницы Коммунистической.
В этом же году Паннекук был выслан из Нидерландов. Он проживал в Германии, где присоединился к левому крылу Социал-демократической партии Германии (СДПГ). Паннекук быстро стал известен как теоретик левой социал-демократии.
В 1918 году Паннекук принимал участие в создании Коммунистической партии Нидерландов (КПН). В 1919—1920 годах был членом Амстердамского бюро Коминтерна. С 1920 года — один из лидеров Коммунистической рабочей партии Голландии (КРПГ).
Антон Паннекук как «левый уклонист» был объектом острой критики со стороны Ленина в работе «Детская болезнь «левизны» в коммунизме» (1920). Паннекук ответил Ленину брошюрой «Мировая революция и коммунистическая тактика» (1920). В 1921 году он был исключён из КПН за «левый уклон».
В 1922 году Паннекук был одним из основателей и руководителей Коммунистического рабочего Интернационала. В 1927 году был одним из основателей Международных коммунистических групп (GIC), но формально в организацию не вступил, предпочтя теоретическую работу.
Как признанный теоретик марксизма, Паннекук был одним из основоположников «коммунизма рабочих советов» (рэтекоммунизм) и ведущей фигурой леворадикального движения 1920-х — 1930-х годов в Нидерландах и Германии. После Второй мировой войны Паннекук под псевдонимом П. Арц продолжал публиковать политико-теоретические работы.
Паннекук резко критиковал Ленина и ленинизм. Его объяснение неудач Русской революции заключалось в том, что после прихода большевиков к власти они заменили власть Советов властью партии, что, по мнению Паннекука, вело к превращению большевиков в новый господствующий класс. Свои взгляды на большевизм он изложил в книге «Ленин как философ» (1938), изданной на немецком языке под псевдонимом Й. Харпер.

## Сочинения (на русском языке)
- Этика и социализм / Пер. с нем. с пред. П. Гуревича. — Санкт-Петербург : Мир, 1907. — 31 с.
- Антон Паннекук. Новый средний класс, 1909.
- Антон Паннекук. Партия и класс, 1936.
- Общие заметки по вопросу организации, 1938.
- История астрономии. М.: Наука, 1966.
- Ленин как философ. М.: Russian Revolver, 2021.
- Избранные сочинения. Нация! Родина! Социализм!, 2022.